# نبيل بن يادير
نبيل بن يادير هو ممثل و مخرج سينمائي بلجيكي (من أبوين مغربيين). قام بإخراج فيلم البارونات (فيلم).

## الأفلام

### من إخراجه
- 2005 : خروج البهلوان (فيلم قصير)
- 2009 : البارونات
- 2013 : المسيرة

### من تمثيله
- 2001 : ما وراء جبل طارق ل Taylan Barman ومراد بوسيف
- 2005 : الفأس ل كوستا غافراس
- 2008 : 9 ميليمتر ل Taylan Barman
- 2009 : البارونات لنبيل بن يادير

## المسرح
غوانتاناموك Guantanamouk (2011)

## أقواله
«أنا لا أعرف أحدا من المخرجين العظماء. كنت اعتقد ان اسم تروفو هي علامة تجارية للشوكولاته. أنا طفل ترعرع مع أعمال لويس دي فنيسس، وبعض الأفلام من قبل لوك بيسون ومارتن سكورسيزي. وإنساس لا تزال لم يحب لي؟ (...) وربما في المدرسة مثل أن العقلانية والجدية من الفيلم من شأنه أن يترك لي عن طريق الأذنين.»

## المشاريع
سيتم تصوير الفيلم الطويل الثالث لبن يادير في بلجيكا باللغتين الفرنسية والهولندية، وسيتطرق لموضوع العنصرية في ميداني الشرطة والأنتخابات السياسية.

## روابط خارجية
- نبيل بن يادير على موقع IMDb (الإنجليزية)
- نبيل بن يادير على موقع ألو سيني (الفرنسية)
- نبيل بن يادير على موقع أول موفي (الإنجليزية)
- نبيل بن يادير على موقع قاعدة بيانات الفيلم (الإنجليزية)
- نبيل بن يادير على موقع كينوبويسك (الروسية)